# Alí al-Qarní
Alí al-Qarní (arabsky علي القرني‎; * březen 1992) je saúdský vojenský pilot a astronaut, 599. člověk ve vesmíru. Při svém prvním a dosud jediném kosmickém letu v květnu 2023 strávil 8 dní na Mezinárodní vesmírné stanici (ISS) jako člen privátní návštěvní expedice Axiom Mission 2.

## Vzdělání, kariéra ve vojenském letectvu
Vystudoval bakalářský obor letecké vědy na Letecké akademii krále Fajsala v Rijádu. Je kapitánem Saúdského královského letectva a zkušeným stíhacím pilotem, který na letounech Cessna 172, T-6, T-38, F-15S a F-15SA nalétal přes 2 300 hodin. Jako sportovní nadšenec se věnoval bungee jumpingu a horské turistice v jižní oblasti Saúdské Arábie, zúčastnil se kurzů přežití, včetně přežití ve vodě.

## Astronaut
Saúdská vesmírná komise (SSC) oznámila 12. února 2023, že al-Qarního vybrala na jedno ze dvou míst pro saúdské astronauty v privátní misi společnosti Axiom Space na ISS.
Mise odstartovala 21. května 2023 ve 21:37 UTC a zamířila k ISS, k níž se připojila 22, května ve 13:12 UTC. Al-Qarní se společně se zbytkem posádky (velitelkou Peggy Whitsonovou, pilotem Johnem Shoffnerem a svou saúdskou kolegyní Rajjánou Barnáwíovou) během letu kromě seznámení se stanicí a pozorování Země věnoval vědeckému a osvětovému programu. Ten tvořilo přes 20 multidisciplinárních experimentů z oblastí věd o životě, výzkumu člověka, fyzikálních věd a technologií, a navíc několik osvětových aktivit v oblasti technologií, inženýrství, umění a matematiky.. Loď se poté od ISS odpojila 30. května 2023 v 15:05 UTC a další den v 03:04 UTC přistála do vod Mexického zálivu.

## Soukromý život
Volný čas tráví se svou malou dcerou a rodinou. Rád se věnuje také vaření kávy, grilování stejků a restaurování starožitností.